# Municipio de Sand Creek (Nebraska)
El municipio de Sand Creek (en inglés: Sand Creek Township) es un municipio ubicado en el condado de Holt en el estado estadounidense de Nebraska. En el año 2010 tenía una población de 52 habitantes y una densidad poblacional de 0,25 personas por km².

## Geografía
El municipio de Sand Creek se encuentra ubicado en las coordenadas 42°43′4″N 98°58′53″O / 42.71778, -98.98139. Según la Oficina del Censo de los Estados Unidos, el municipio tiene una superficie total de 210.35 km², de la cual 210,33 km² corresponden a tierra firme y (0,01 %) 0,02 km² es agua.

## Demografía
Según el censo de 2010, había 52 personas residiendo en el municipio de Sand Creek. La densidad de población era de 0,25 hab./km². De los 52 habitantes, el municipio de Sand Creek estaba compuesto por el 100 % blancos. Del total de la población el 0 % eran hispanos o latinos de cualquier raza.